# Estonská deklarace nezávislosti

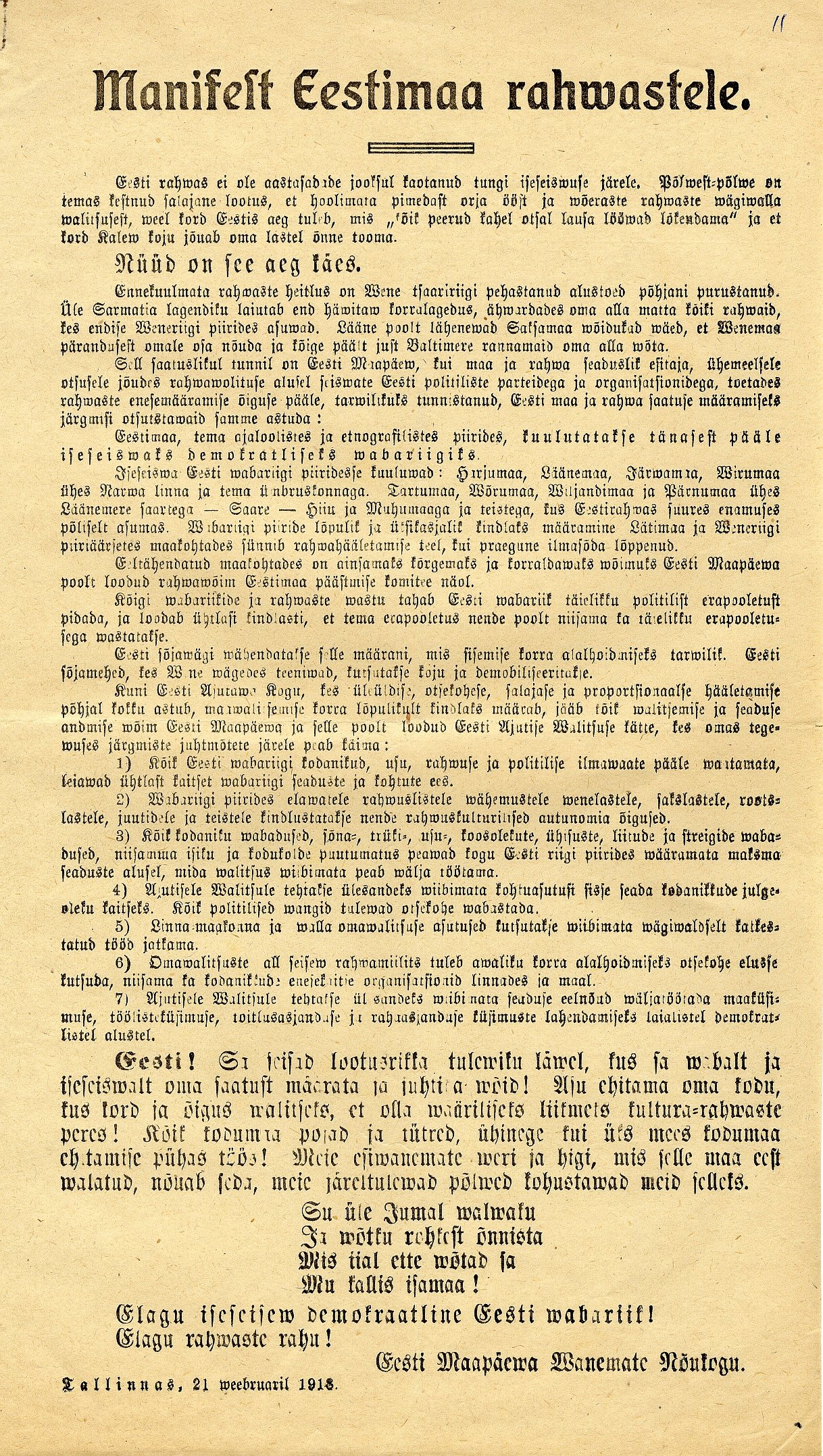
Deklarace nezávislosti

Estonská deklarace nezávislosti, přesným názvem Manifest národům Estonska (estonsky: Manifest Eestimaa rahvastele), je deklarace nezávislosti, kterou byla 24. února 1918 založena nezávislá Estonská republika. Od té doby je 24. únor v Estonsku státním svátkem, Dnem nezávislosti.
Deklarace byla navržena Výborem spásy zvoleným radou starších estonského provinčního shromáždění (Eestimaa Kubermangu Ajutine Maanõukogu), legislativního orgánu tehdy existující Autonomní gubernie Estonsko (jež byla jednou z gubernií Ruské republiky po pádu carství). Výbor spásy tvořili Konstantin Päts, Jüri Vilms a Konstantin Konik. Prohlášení bylo sepsáno v budově místní pobočky Státní banky Ruska, která je od roku 1992 součástí komplexu ústředí Estonské banky (centrální banky Estonska). Již večer 23. února byl manifest vytištěn a veřejně přečten v Pärnu. Následujícího dne, 24. února, byl manifest distribuován v hlavním městě Tallinnu.
Výbor deklaraci vydal během první světové války, v situaci, kdy ruská vojska z Estonska ustupovala a vojska Německé říše se blížila. Němci nově vyhlášenou Estonskou republiku neuznali. Po své porážce v první světové válce v listopadu 1918 však stáhli své jednotky z Estonska a dne 19. listopadu formálně předali moc estonské prozatímní vládě. Následovala ruská bolševická invaze a estonská válka za nezávislost, v níž Estonci nezávislý stát uhájili. Dne 2. února 1920 byla podepsána Tartuská mírová smlouva mezi Estonskou republikou a bolševickým Ruskem. Estonsko pak získalo mezinárodní uznání a v roce 1921 se stalo členem Společnosti národů.